# باراكتريما أوباماي
باراكتريما أوباماي (تسمية علمية:Baracktrema obamai) هي نوع مكتشف حديثاً من طفيليات الدم، يعيش بداخل رئتي نوعين من السلاحف المائية الموجودة في جنوب شرق آسيا. ويُعتبر كلا النوعين مُهدد بالانقراض، بحسب مجلة Politico. ووضعت في جنس جديد خاص بها. يبلغ طولها بوصتين، وهي طويلة ورفيعة ورقيقة، وتحيا في دماء السلاحف، ولديها القدرة على التأقلم والحياة بدرجة مرونة عالية.

## التسمية
أطلقت تسميتها على الرئيس الأمريكي باراك أوباما.

## طالع ايضاً
- باراجورديوس أوباماي (Paragordius obamai).
- أوبامادون (Obamadon).